# Canton de Digne-les-Bains-Est
Le canton de Digne-les-Bains-Est est une ancienne division administrative française située dans le département des Alpes-de-Haute-Provence et la région Provence-Alpes-Côte d'Azur.

## Histoire
- Canton créé en 1973.
- À la suite du décret du 24 février 2014, le canton est supprimé, fin mars 2015, pour les élections départementales de 2015. Les communes rejoindront le nouveau canton de Digne-les-Bains-1[1].

## Administration
| Période | Période | Identité       | Étiquette    | Qualité |
| ------- | ------- | -------------- | ------------ | --- |
| 1973    | 1998    | Pierre Rinaldi | UDR puis RPR | Fonctionnaire Maire de Digne-les-Bains (1977-1995) Président du Conseil général (1992-1998) Député (avril-novembre 1993) |
| 1998    | 2015    | René Massette  | PS et app.   | Fonctionnaire Vice-président du Conseil général                                                                          |

## Composition
Le canton de Digne-les-Bains-Est regroupait une fraction de la commune de Digne-les-Bains et trois autres communes :
| Nom                         | Code Insee | Intercommunalité                | Population (dernière pop. légale) |
| --------------------------- | ---------- | ------------------------------- | --------------------------------- |
| Digne-les-Bains (chef-lieu) | 04070      | CA Provence-Alpes Agglomération | 16 304 (2014)                     |
| Entrages                    | 04074      | CA Provence-Alpes Agglomération | 110 (2014)                        |
| Marcoux                     | 04113      | CA Provence-Alpes Agglomération | 517 (2014)                        |
| La Robine-sur-Galabre       | 04167      | CA Provence-Alpes Agglomération | 303 (2014)                        |

## Démographie
| 1990  | 1999  | 2006   | 2011   | 2012   |
| ----- | ----- | ------ | ------ | ------ |
| 9 953 | 9 587 | 11 232 | 10 208 | 10 322 |

## Sources